# Atopomelidae
Atopomelidae é uma família de ácaros pertencentes à ordem Sarcoptiformes.

## Géneros
Géneros (lista incompleta):
- Atellana Domrow, 1958
- Atopomelus Trouessart, 1918
- Austrobius Fain, 1971
- Austrochirus Womersley, 1943